# Steve Albini
Pour les articles homonymes, voir Albini.
Steven Frank Albini, dit Steve Albini, né le 22 juillet 1962 à Pasadena en Californie et mort le 7 mai 2024 à Chicago en Illinois,, est un musicien de rock et joueur de poker américain. Guitariste, chanteur, critique musical et producteur, son inventivité, son intransigeance, son éthique et sa technique du son en font l'un des personnages clefs du rock indépendant.
Fondateur des groupes Big Black, Rapeman et de Shellac, son rock brut et minimaliste a joué un rôle influent dans la scène américaine indépendante des années 1980 : en introduisant des sonorités venues de la musique industrielle britannique, il a contribué à poser les jalons du noise rock et du rock industriel naissants. Il est le fondateur et le propriétaire du complexe de studios d'enregistrement Electrical Audio à Chicago.
Il est connu pour être un producteur extrêmement prolifique. Parmi les artistes qu'il a produits et influencés, on peut citer les Pixies, Nirvana, The Jesus Lizard ou encore PJ Harvey.

## Biographie

### Jeunesse
Steve Albini passe une bonne partie de son adolescence à Missoula, dans le Montana aux États-Unis. Une adolescence solitaire et ennuyeuse, mais au cours de laquelle il découvre par la presse musicale la vague punk qui déferlait sur les États-Unis et à laquelle il porte un vif intérêt ; il commence à collectionner les disques, s'intéressant en particulier à Suicide et aux Ramones. Au cours de sa dernière année au lycée, après s'être accidentellement cassé une jambe, il apprend en autodidacte la basse et la guitare pendant la période d'immobilisation qui s'ensuit.
Après le lycée, il s'installe dans la banlieue de Chicago à Evanston pour étudier le journalisme à l'université du Northwestern. Il s'immerge dans le milieu underground de la région, découvre des groupes tels Cheap Trick ou Naked Raygun (dont il sera d'ailleurs un grand admirateur), et écrit régulièrement dans des fanzines des articles volontiers iconoclastes traitant de la scène punk naissante. Au début des années 1980 il se fait en particulier remarquer par ses propos incendiaires, antisystèmes et provocateurs (du type : « Un bon policier est un policier mort ») publiés par le fanzine Forced Exposure, basé à Boston. Il choisit d'abandonner le journalisme pour se consacrer à la musique.

### Carrière musicale
Connu pour des noms de groupes et des titres de chansons provocateurs, comme ceux de Big Black et Rapeman, Steve Albini affirme à propos de ceux-ci en 2021 que « beaucoup de choses que j'ai dites et faites à partir d'une position ignorante de confort et de privilège sont clairement horribles et je les regrette ».

#### Big Black
Steve Albini essaie de monter un groupe, sans succès, puis décide donc de jouer seul : à la guitare, à la basse et au chant, et aidé d'une boîte à rythmes dont il avait fait l'acquisition, Steve Albini donne naissance à Big Black en 1982 ; il sera bientôt rejoint par d'autres musiciens. Le groupe est dissout en 1987 après avoir publié plusieurs albums et maxis. Albini se consacre un temps à la production discographique ; il produira notamment la même année l'album Surfer Rosa des Pixies qui, bien que n'ayant reçu qu'un accueil discret à sa sortie, est aujourd'hui considéré comme l'un des meilleurs disques de rock de cette période. C'est ce même disque qui a poussé des artistes comme PJ Harvey et Kurt Cobain à choisir Albini pour enregistrer un de leurs albums.

#### Rapeman
Rapeman est formé en 1988 avec des membres du groupe Scratch Acid, ce qui apporte comme modification fondamentale la présence d'un batteur. Steve Albini est à la guitare et au chant, Rey Washam à la batterie et David Wm. Sims à la basse. Le groupe se sépare en 1990. Steve Albini se consacre davantage à son travail de producteur, David Wm. Sims retourne avec ses partenaires de Scratch Acid pour former The Jesus Lizard, dont Albini produira d'ailleurs les quatre premiers albums, et Rey Washam s'enrôle dans Ministry.

#### Shellac

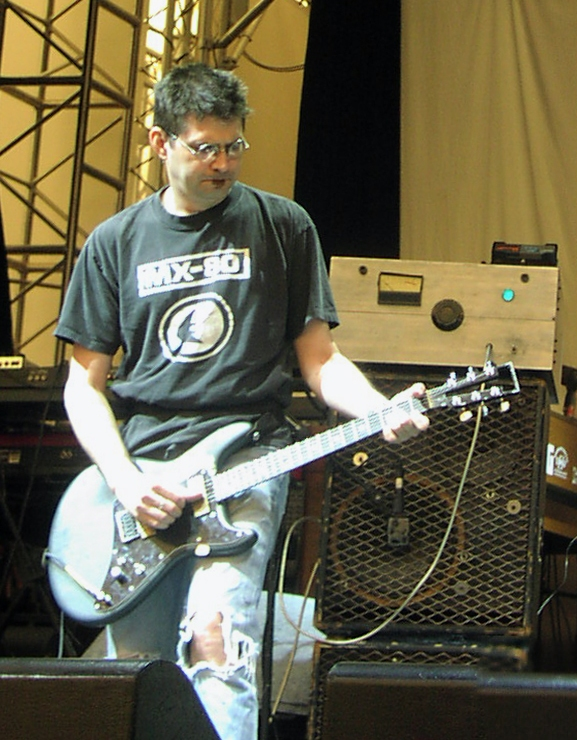
Steve Albini avec Shellac en 2007.

En parallèle à ses travaux de production, Steve Albini lance le groupe Shellac en 1992, accompagné de Bob Weston - lui aussi ingénieur du son - et Todd Trainer. Si les thèmes traités sont dans la même veine que ceux de Big Black, la musique est moins hardcore et globalement moins rapide. La violence sonore est traduite dans des mélodies atrophiées, une voix contenue et des rythmes hypnotiques et lancinants. En plus de diverses participations à des compilations, Shellac a sorti six albums, le dernier étant To All Trains sorti le 17 mai 2024 chez Touch and Go Records.

### Poker
Steve Albini est également joueur de poker et est couronné de deux bracelets au World Series of Poker.

### Mort
Steve Albini meurt à l’âge de 61 ans le 7 mai 2024 d'une crise cardiaque dans son studio d'enregistrement à Chicago,,.

## Productions
Préférant le terme « ingénieur du son » à celui de « producteur », Steve Albini forge un style de production à l'énergie brute qui se révèle très influent,
Autodidacte, le « gourou de la prod’ » privilégie les enregistrements live et analogiques et revendique un travail de production consistant à amener ses compétences aux groupes qu'il produit sans influencer le contenu artistique de leurs œuvres : bien souvent son nom n'est pas crédité sur les pochettes des albums, et lorsqu'il l'est, c'est la mention « enregistré par Steve Albini » (recorded ou engineered by Steve Albini) et non pas « produit par Steve Albini » qui y figure.
Le « son Albini » se caractérise par une basse très en avant et les voix, au contraire, en retrait, à la différence du mixage utilisé la plupart du temps dans le rock. Les séances d'enregistrement sont généralement très courtes (pas plus d'une semaine, souvent un jour ou deux) et les frais de production sont réduits au strict minimum. Il refuse toute rémunération sur les ventes de ses productions, estimant que cela constitue un vol des artistes, et juge que les dépenses astronomiques engagées par les maisons de disques ne font rien d'autre que rendre les groupes dépendants de ces derniers. Cela lui a quelquefois occasionné des ennuis, comme lors de l'enregistrement d'In Utero de Nirvana, durant lequel Geffen s'est montré mécontent de la sobriété de son travail et a préféré demander à d'autres de retravailler la production de certaines chansons, contre l'avis même de Cobain et, bien sûr, d'Albini, selon qui certains morceaux ont été « défigurés ».
Il a produit des albums pour plus d'un millier de groupes, la plupart étant méconnus.
En plus de son travail aux États-Unis, il produit également des albums pour des groupes français tels que Les Thugs, Dionysos, Sloy et Chevreuil.
Quelques productions :
- Goat de The Jesus Lizard
- In Utero de Nirvana
- Times Of Grace de Neurosis
- Pod des Breeders
- My Father, My King de Mogwai
- Surfer Rosa des Pixies
- Rid of Me de PJ Harvey
- Arise Therefore de Palace Music
- Face Of Collapse des Dazzling Killmen
- Razorblade Suitcase de Bush
- Halogen de Whitehouse
- Yanqui U.X.O. de Godspeed You! Black Emperor
- Blow It Out Your Ass, It's Veruca Salt de Veruca Salt
- After Murder Park des The Auteurs
- Tweez de Slint
- Comfort de Failure
- Magnolia Electric Co. de Songs: Ohia
- The Albini Album, d'Elysian Fields
- The Power out, d'Electrelane
- Western sous la neige de Dionysos
- Strike des Thugs
- Kill The Fuse d'Uncommonmenfrommars
- Plug et Planet Of Tubes de Sloy
- Over The sun de Shannon Wright
- Dizzy Spells de The Ex
- Châteauvallon, (((Capoëira))) et Science de Chevreuil
- The Weirdness des Stooges
- Walking into Clarksdale de Jimmy Page & Robert Plant
- Totem and Taboo de Hugh Cornwell
- The full mind is alone the clear d'Heliogabale